# 菲奥里奥咖啡馆
45°4′12.77″N 7°40′58.58″E / 45.0702139°N 7.6829389°E
菲奥里奥咖啡馆（Caffè Fiorio）是一个历史悠久的咖啡馆，位于意大利都灵波河街。
创建于1780年，为撒丁王国首都艺术家、知识分子和政客的时尚的聚会地点，老主顾包括乌尔巴诺·拉塔齐、乔瓦尼·普拉蒂、卡米洛·奔索，加富爾伯爵、切萨雷·巴尔博等，被称为“马基雅维利和辫子的咖啡馆”。